# Pastor Maldonado
Pastor Rafael Maldonado Motta (Maracay, 9 marzo 1985) è un ex pilota automobilistico venezuelano, attivo in Formula 1 dal 2011 al 2015 con Williams e Lotus e vincitore del campionato GP2 nel 2010.

## Carriera

### Formula Renault
La prima esperienza di Maldonado in una Formula automobilistica iniziò in Italia nel 2003. Egli gareggiò nel campionato di Formula Renault italiana con la Cram Competition, e si classificò settimo a fine stagione. Questo buon risultato fu ottenuto con tre piazzamenti a podio e una Pole Position. La Cram Competition fece anche parte di una gara nel campionato di Formula Renault tedesca a Oschersleben.
Nel 2004 Maldonado corse sia nel campionato italiano di Formula Renault che in quello europeo, sempre col team Cram Competition. Il pilota venezuelano vinse il titolo italiano, con otto vittorie e sei Pole Position su diciassette gare disputate. Nel campionato europeo, invece, riuscì a classificarsi in ottava posizione nella graduatoria finale, con due vittorie. Maldonado trovò anche il tempo di entrare a far parte di una gara dell'ormai defunta Formula Renault V6 Eurocup a Spa-Francorchamps, ottenendo un buon quinto posto.
Nel novembre 2004, al pilota venezuelano fu data la possibilità di effettuare dei Test con la Minardi (allora scuderia di Formula 1) nel circuito di Misano L'ex proprietario della squadra, Gian Carlo Minardi, era presente ai test e commentò positivamente la prestazione di Maldonado.

### F3000 italiana
Nel 2005, Maldonado abbandonò la Formula Renault e non ebbe nessuna occasione di compiere una piena stagione in qualsiasi categoria. Egli prese parte a quattro gare nella F3000 italiana con la Sighinolfi Auto Racing, nel quale una sola gara vinta era più che sufficiente per concludere in classifica al 9º posto. Prese, inoltre, parte a nove gare (con sette partenze all'attivo) nella World Series by Renault spagnola, con un settimo posto come miglior risultato. Comunque, la sua partecipazione nel campionato fu funestata da una squalifica di ben quattro gare per guida pericolosa. Sulla scena di un incidente occorso a Monaco non rallentò nonostante la presenza delle bandiere gialle e uscì fuori pista investendo e ferendo gravemente un commissario.

### World Series by Renault
Maldonado partecipò a tempo pieno nella World Series by Renault con la Draco Racing nel 2006. Riuscì a classificarsi terzo nella graduatoria finale, con tre gare vinte, sei podi, e cinque Pole Positions.

#### Controversia
Tuttavia, in una stagione che fu marchiata di controversie, Maldonado avrebbe potuto vincere il titolo se non ci fosse stata una squalifica dal primo posto per un'irregolarità tecnica sul circuito di Misano. Draco Racing convocò un appello e il risultato della classifica rimase provvisorio fino alla decisione finale della Corte Nazionale degli Appelli per Eventi Sportivi in Italia, che confermarono la squalifica del pilota venezuelano nel gennaio 2007. I quindici punti persi lo avrebbero fatto passare dal terzo al primo posto in classifica, davanti a Alx Danielsson e a Borja García.

### GP2

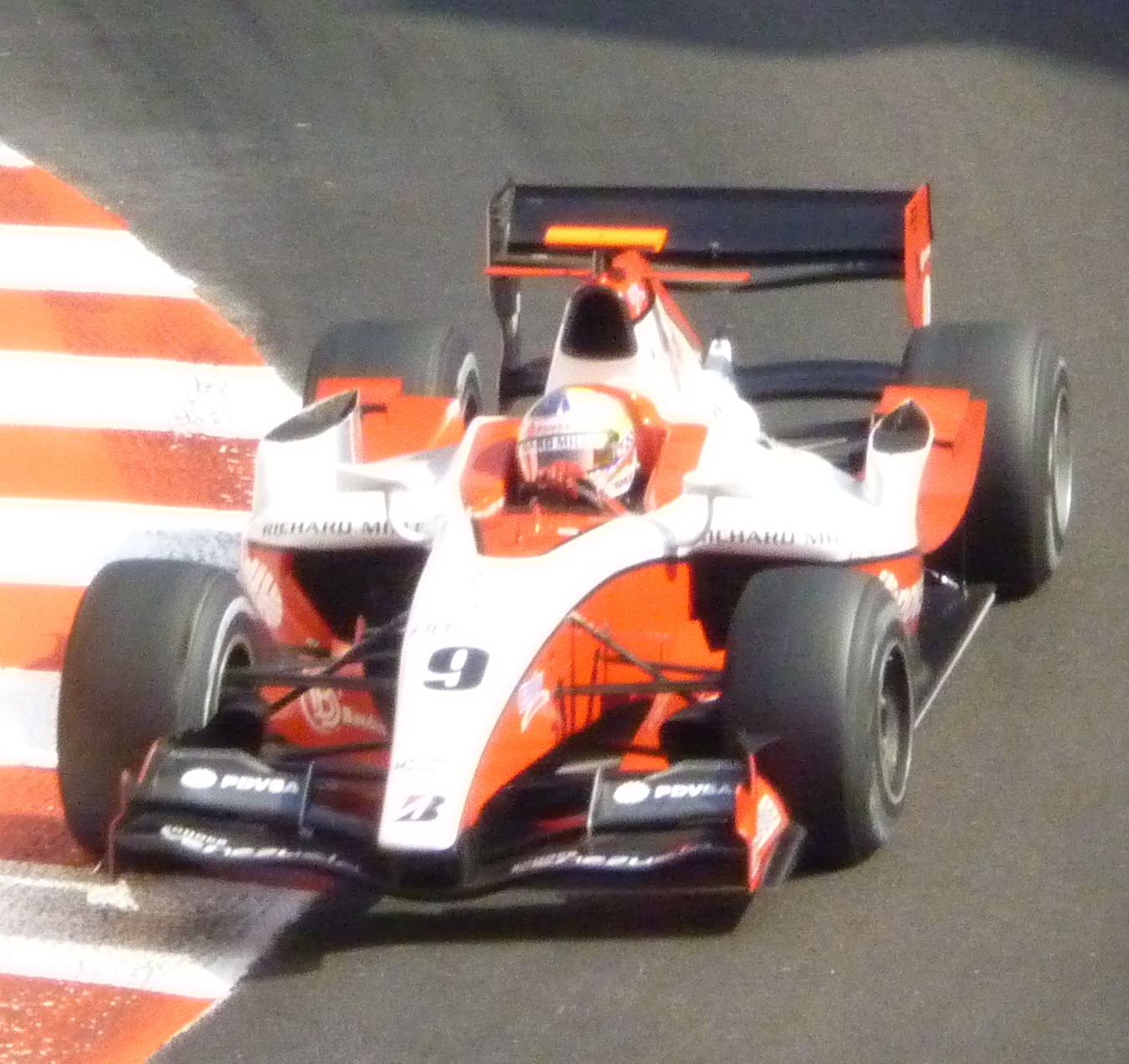
Maldonado a Monaco nel 2009.

Le prestazioni di Maldonado nella WSR furono sufficienti per attrarre l'interesse delle squadre di GP2 e dopo un'ottima sessione di test sul finire del 2006 il pilota venezuelano firmò un contratto con la Trident Racing. Maldonado colse la sua prima vittoria nella serie sul Circuito di Monte Carlo, dopo aver disputato appena quattro gare; tuttavia, il venezuelano dovette saltare gli ultimi quattro Gran Premi della stagione a causa della rottura di una clavicola durante gli allenamenti, uscendo così dalla Top Ten della classifica.
Per la stagione successiva Maldonado si accordò con la Piquet Sports. Nella prima gara della stagione, a Barcellona, e a Monaco il pilota venezuelano conquistò la pole position, concludendo rispettivamente in dodicesima e in seconda posizione le gare principali. Nel prosieguo della stagione Maldonado conquistò una vittoria e altri quattro podi, chiudendo in quinta posizione assoluta con 60 punti.
Passato alla ART Grand Prix, Maldonado aprì il 2009 con una serie di otto piazzamenti consecutivi a punti, con anche due vittorie nelle gare "sprint" a Monaco e in Gran Bretagna. Nelle restanti gare, però, Maldonado conquistò solamente due quarti posti, risultando nettamente battuto dal compagno di squadra Nico Hülkenberg, vincitore del Campionato, e chiudendo la stagione in sesta posizione, con 36 punti. Nel 2010, invece, il pilota venezuelano firmò un contratto con il Rapax Team, dominando nettamente il Campionato grazie ad una serie di ben sei vittorie consecutive nelle gare principali; Maldonado vinse il titolo con 87 punti, diventando il pilota con più vittorie nella storia della GP2.

### Formula 1

#### 2011-2013: Williams

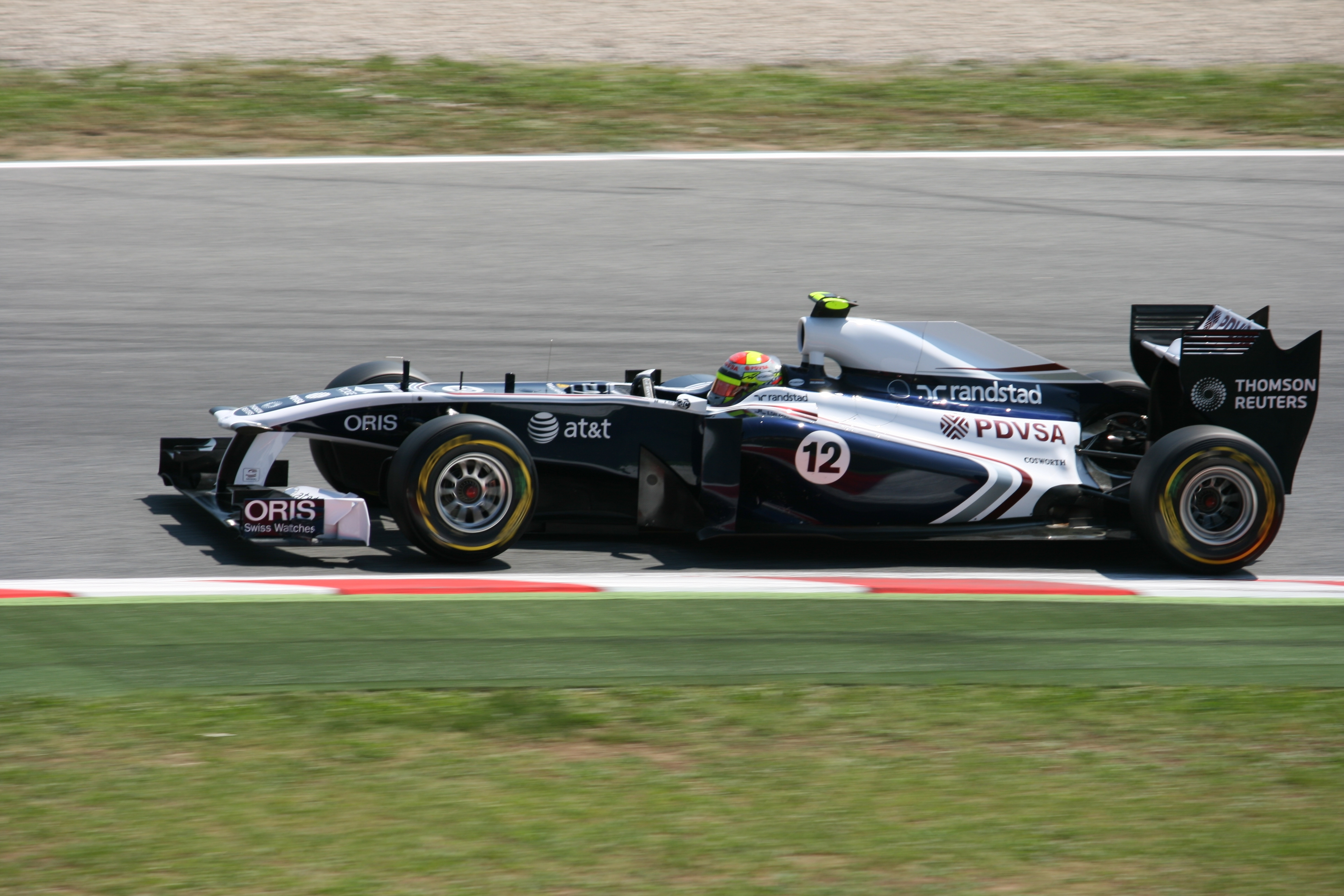
Maldonado durante le prove del Gran Premio di Spagna 2011

##### 2011
La vittoria del titolo GP2 e la sponsorizzazione dell'azienda petrolifera statale venezuelana PDVSA tramite il presidente Hugo Chávez garantirono a Maldonado il volante della Williams per il Campionato mondiale di Formula 1 2011, al fianco dell'esperto Rubens Barrichello; la sponsorizzazione tuttavia verrà pesantemente contestata nel Paese. La vettura si rivelò estremamente poco competitiva e il pilota venezuelano, pur riuscendo a entrare tra i primi dieci in qualifica in tre Gran Premi, impresa mai riuscita al suo compagno di squadra, si ritrovò a competere per posizioni di rilievo solo in poche occasioni. Nel Gran Premio di Monaco il pilota venezuelano rimase a lungo in zona punti, dovendosi però ritirare in seguito ad un incidente con Lewis Hamilton (a seguito del quale il pilota inglese fu penalizzato) a poche tornate dal termine, mentre occupava la sesta posizione.
In Gran Bretagna Maldonado ottenne una brillante settima posizione in qualifica, ma una cattiva partenza e la scarsa competitività della vettura sul bagnato lo relegarono al 14º posto finale. Maldonado conquistò il suo primo e unico punto stagionale nel Gran Premio del Belgio, nel quale giunse decimo dopo essere partito dalla ventunesima posizione; il pilota venezuelano era stato penalizzato di cinque posizioni sulla griglia di partenza per aver provocato deliberatamente un contatto con Lewis Hamilton in qualifica. Pur avendo spesso la meglio sul compagno di squadra in qualifica, Maldonado non conquistò altri punti, chiudendo la stagione in diciannovesima posizione assoluta.

##### 2012
Dopo aver disputato la peggiore stagione dalla fondazione, per il 2012 la Williams apportò diversi cambiamenti al proprio reparto tecnico, passando inoltre dai motori Cosworth ai Renault.
La competitività della vettura ne beneficiò e Maldonado riuscì a competere per la zona punti già nelle prime gare. Dopo essersi ritirato per un incidente all'ultimo giro nel Gran Premio d'Australia mentre occupava la sesta posizione e nel Gran Premio della Malesia per un guasto al motore nelle ultime tornate di gara, il pilota venezuelano conquistò i primi punti stagionali in Cina, dove giunse ottavo alle spalle del compagno di squadra Bruno Senna.
Nel Gran Premio di Spagna Maldonado fece segnare il secondo tempo in qualifica, conquistando però la pole position grazie ad una penalità inflitta a Lewis Hamilton. In gara, dopo un lungo duello con Fernando Alonso, il pilota venezuelano conquistò la prima vittoria della carriera, riportando la Williams al successo dopo oltre sette anni (l'ultima vittoria della scuderia inglese risaliva al Gran Premio del Brasile 2004 dove vinse Montoya) e diventando il primo venezuelano nella storia della Formula 1 a vincere un Gran Premio.

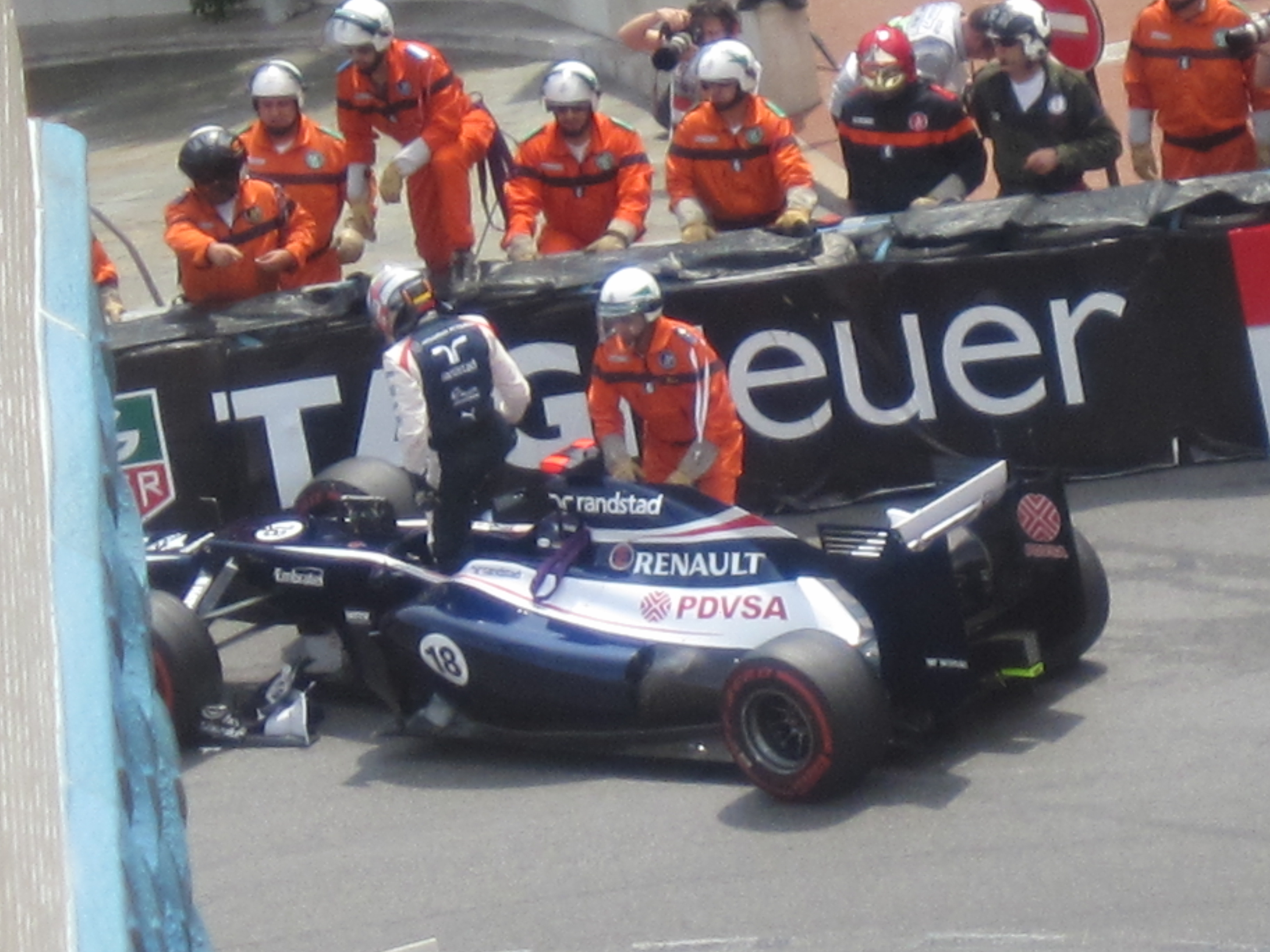
Al Gran Premio di Monaco 2012 Maldonado esce di scena già al primo giro.

Nelle nove gare successive, tuttavia, Maldonado non ottenne piazzamenti a punti, non sfruttando diverse brillanti prestazioni in qualifica e subendo diverse sanzioni dai commissari di gara. Nel Gran Premio d'Europa Maldonado si schierò in terza posizione sulla griglia di partenza, ma nelle fasi finali della gara fu protagonista di una collisione con Hamilton mentre i due si contendevano l'ultimo posto sul podio. Il venezuelano riuscì a concludere la corsa in decima posizione, ma fu retrocesso al dodicesimo posto perché ritenuto colpevole nell'incidente col rivale. In Belgio Maldonado ottenne il terzo tempo in qualifica, venendo però retrocesso di tre posizioni sulla griglia per aver ostacolato Hülkenberg. In gara il venezuelano, partito anticipatamente, fu prima coinvolto in un incidente alla prima curva e poi tamponò Timo Glock nel tentativo di rimontare. La partenza anticipata e l'incidente con Glock gli costarono l'arretramento di dieci posti sulla griglia di partenza del successivo Gran Premio d'Italia, chiuso fuori dalla zona punti.
A Singapore Maldonado, partito in prima fila, lottò per le posizioni di vertice fino a metà gara, quando fu costretto al ritiro per un guasto idraulico. Nel successivo Gran Premio del Giappone il pilota venezuelano tornò a punti, giungendo ottavo al traguardo. Ad Abu Dhabi Maldonado ottenne un'altra ottima prestazione in qualifica, facendo segnare il quarto tempo. In gara chiuse in quinta posizione, nonostante fosse rallentato da problemi al KERS manifestatisi dopo poche tornate.
Maldonado chiuse la stagione in quindicesima posizione nella classifica piloti, avendo conquistato appena 45 punti nonostante la vittoria nel Gran Premio di Spagna e le diverse ottime prestazioni in qualifica. Si tratta di un record particolare: è il piazzamento finale più basso ottenuto da un pilota che ha vinto almeno un Gran Premio nella stagione stessa. 
Il pilota venezuelano fu poi confermato dalla Williams anche per la stagione 2013, al fianco del debuttante Valtteri Bottas.

##### 2013
La stagione 2013 iniziò in maniera molto negativa per Maldonado. Nonostante il pilota venezuelano si fosse dichiarato fiducioso sulla competitività della vettura nei test pre campionato,, nella gara inaugurale a Melbourne Maldonado rimase fuori dalla Q1 e si ritirò a metà gara per un testacoda, descrivendo la sua monoposto come "inguidabile". La situazione non migliorò nelle quattro gare successive, nelle quali il pilota venezuelano non conquistò punti. Nel Gp di Monaco fu protagonista di uno spettacolare incidente con Max Chilton, dal quale uscì illeso nonostante la violenza dell'impatto contro le barriere fosse stata notevole.
Riuscì ad ottenere il primo punto stagionale per sé e per la squadra solo alla decima gara del campionato, disputata in Ungheria. Nel resto della stagione, però, i risultati continuarono a rimanere deludenti, e Maldonado fu più volte battuto in qualifica dal debuttante compagno di squadra Valtteri Bottas.
Nelle ultime gare il pilota venezuelano espresse insoddisfazione nei confronti della Williams. Dopo il Gran Premio di Abu Dhabi la scuderia e il pilota annunciarono di aver posto termine al proprio rapporto. Nel successivo Gran Premio degli Stati Uniti Maldonado accusò pubblicamente la Williams di aver sabotato la sua vettura, alterando i valori di pressione e temperatura degli pneumatici, ma in seguito ritrattò le affermazioni. Il 29 novembre venne ufficializzato il suo passaggio alla Lotus.

#### 2014-2015: Lotus

##### 2014
L'inizio di stagione con la nuova scuderia fu problematico: la Lotus fece debuttare in ritardo la propria nuova monoposto, saltando la prima delle tre sessioni di test invernali e subendo diversi problemi di affidabilità in quelle successive. Le difficoltà continuarono anche all'inizio della stagione, con Maldonado costretto al ritiro per problemi tecnici nelle fasi finali dell'inaugurale Gran Premio d'Australia, dopo essere rimasto stabilmente nelle retrovie. La situazione non migliorò sostanzialmente nelle gare seguenti, nelle quali Maldonado ottenne due quattordicesimi posti e un ritiro per problemi meccanici. Nel Gran Premio del Bahrein, inoltre, il pilota venezuelano fu penalizzato con uno stop & go per aver causato il capottamento della monoposto di Esteban Gutiérrez, avendola speronata all'uscita dai box.
La stagione proseguì allo stesso modo, con il pilota venezuelano relegato nelle retrovie per la scarsa competitività e affidabilità della vettura. Il risultato migliore arrivò nel Gran Premio degli Stati Uniti, nel quale Maldonado si qualificò undicesimo e chiuse la gara al nono posto, ottenendo i primi punti del campionato nonostante una penalità di 5 secondi per eccesso di velocità nella corsia dei box.
I due punti conquistati nel Gran Premio degli Stati Uniti rimasero gli unici della stagione. Maldonado chiuse l'anno al sedicesimo posto in classifica generale.

##### 2015
Rimasto alla Lotus anche nel 2015, il pilota venezuelano iniziò il campionato con tre ritiri in altrettante gare: in Australia uscì di scena al primo giro dopo un contatto con Kimi Räikkönen, in Malesia dovette abbandonare dopo 47 giri per problemi ai freni ed in Cina si ritirò in seguito ad un incidente con Jenson Button. Nel successivo Gran Premio del Bahrein Maldonado riuscì a tagliare il traguardo per la prima volta in stagione, chiudendo però solo quindicesimo per un problema all'anti-stallo durante l'ultima sosta.
La serie negativa continuò nei successivi Gran Premi di Spagna e Monaco, che videro Maldonado costretto al ritiro rispettivamente per un problema all'alettone posteriore, danneggiato in un contatto col compagno di squadra Grosjean, e per un guasto ai freni. Maldonado conquistò i primi punti stagionali nel Gran Premio del Canada, chiuso in settima posizione; il pilota venezuelano ottenne lo stesso piazzamento nel successivo Gran Premio d'Austria. Le due gare seguenti non portarono risultati positivi, con un ritiro a Silverstone e un quattordicesimo posto a Budapest, dopo aver rimediato due 'drive through' e una penalità di 10 secondi per diverse infrazioni.
Maldonado tornò a punti nel Gran Premio del Giappone, chiuso in ottava posizione. Conquistò punti anche in tre delle quattro gare seguenti, conquistando un settimo e un ottavo posto a Soči e ad Austin e venendo promosso al decimo posto in seguito alla squalifica di Felipe Massa nel Gran Premio del Brasile. Nel conclusivo Gran Premio di Abu Dhabi Maldonado si ritirò nelle prime fasi di gara per un contatto con Fernando Alonso, chiudendo la stagione al quattordicesimo posto assoluto, con 27 punti.
Il 1º febbraio 2016, attraverso un comunicato divulgato su Twitter, Maldonado annunciò il suo ritiro dalla Formula 1 a causa del mancato appoggio da parte degli sponsor personali.

### Dopo la Formula 1
Con l'annuncio del ritiro di Nico Rosberg il 2 dicembre 2016, Maldonado sembrava potesse ritornare in Formula 1, dal momento che il ritiro del campione tedesco avrebbe creato un effetto domino sul mercato dei piloti che avrebbe avvantaggiato il venezuelano per il campionato 2017. Pastor sembrava vicino alla Sauber, essendo stato compagno di squadra di Marcus Ericsson, ma non è stato raggiunto un accordo. Il 16 gennaio 2017, è stato confermato che il suo ex compagno di squadra, Valtteri Bottas, sarebbe stato scelto dalla Mercedes; Felipe Massa sarebbe tornato in Formula 1 (con la Williams) e Pascal Wehrlein sarebbe ingaggiato alla Sauber. Con questo, compresa l'abbandono della Manor dalla Formula 1, Maldonado ha visto svanire le sue ultime possibilità di tornare in Formula 1.
Dopo non essere stato in grado di tornare in Formula 1, Pastor ha corso ancora una volta in IndyCar, questa volta per il team KV Racing Technology. Tuttavia, il 16 febbraio, la squadra ha annunciato la sua definitiva chiusura, dopo un preseason pieno di difficoltà finanziarie, venendo finalmente venduta e acquisita da Juncos Racing, lasciando ancora una volta Maldonado senza possibilità di disputare questa competizione.
Pastor ha avvertito che potrebbe tornare in qualsiasi momento. È persino stato accostato, come un possibile sostituto di Jolyon Palmer all'interno della Renault già nel 2017. Si sono sentite anche voci di dubbia origine nel pre-campionato che lo legavano alla Campos Racing, squadra che puntava a portare a termine la stagione della nuova categoria WTCR, ma alla fine scelse di gareggiare nel campionato del mondo Endurance, in cui guiderà una LMP2 con telaio Oreca07 del team DragonSpeed e avrà come partner Roberto González, Nathanaël Berthon (nelle prime due gare) ed Anthony Davidson (nelle restanti sei). Il 26 e 27 gennaio 2019, Maldonado e i suoi compagni di squadra González, Sebastián Saavedra e Ryan Cullen hanno vinto la 24 Ore di Daytona del campionato Campionato IMSA WeatherTech SportsCar nella categoria LMP2 sempre con la scuderia a stelle e strisce.

## Risultati in carriera

### Formula Renault 3.5 Series
(legenda) (Le gare in grassetto indicano la pole) (Le gare in corsivo indicano il giro veloce)
| Anno | Squadra      | 1   | 2   | 3   | 4   | 5   | 6   | 7   | 8   | 9   | 10  | 11  | 12  | 13  | 14  | 15  | 16  | 17  | Punti | Pos. |
| ---- | ------------ | --- | --- | --- | --- | --- | --- | --- | --- | --- | --- | --- | --- | --- | --- | --- | --- | --- | ----- | ---- |
| 2005 | DAMS         | ZOL | ZOL | MON | VAL | VAL | LMS | LMS | BIL | BIL | OSC | OSC | DON | DON | EST | EST | MNZ | MNZ | 4     | 25º  |
| 2005 | DAMS         | 20  | Rit | NP  |     |     |     |     |     |     |     |     | 25  | 7   | 12  | Rit | Rit | Rit | 4     | 25º  |
| 2006 | Draco Racing | ZOL | ZOL | MON | IST | IST | MIS | MIS | SPA | SPA | NÜR | NÜR | DON | DON | LMS | LMS | CAT | CAT | 102   | 3º   |
| 2006 | Draco Racing | 8   | 3   | 1   | 11  | Rit | SQ  | Rit | 1   | 2   | 6   | 22  | 8   | Rit | Rit | 1   | 10  | 2   | 102   | 3º   |

### Formula 3000 italiana
(legenda) (Le gare in grassetto indicano la pole) (Le gare in corsivo indicano il giro veloce)
| Anno | Squadra               | 1       | 2       | 3         | 4           | 5       | 6       | 7       | 8       | Punti | Pos. |
| ---- | --------------------- | ------- | ------- | --------- | ----------- | ------- | ------- | ------- | ------- | ----- | ---- |
| 2005 | Sighinolfi Autoracing | ADR     | VAL     | BRN Rit   | IMO Rit     | MUG 7   | MAG 1   | MNZ     | MIS     | 14    | 9º   |
| 2007 | G-Tec                 | VAL FEA | VAL SPR | HUN FEA 1 | HUN SPR Rit | MUG FEA | MUG SPR | MNZ FEA | MNZ SPR | 12    | 8º   |

### GP2 Series
(legenda) (Le gare in grassetto indicano la pole) (Le gare in corsivo indicano il giro veloce)
| Anno | Squadra        | 1   | 2   | 3   | 4   | 5   | 6   | 7   | 8   | 9   | 10  | 11  | 12  | 13  | 14  | 15  | 16  | 17  | 18  | 19  | 20  | 21  | Punti | Pos. |
| ---- | -------------- | --- | --- | --- | --- | --- | --- | --- | --- | --- | --- | --- | --- | --- | --- | --- | --- | --- | --- | --- | --- | --- | ----- | ---- |
| 2007 | Trident Racing | BHR | BHR | CAT | CAT | MON | MAG | MAG | SIL | SIL | HOC | HOC | HUN | HUN | IST | IST | MNZ | MNZ | SPA | SPA | VAL | VAL | 25    | 11º  |
| 2007 | Trident Racing | NP  | 16† | Rit | 17† | 1   | 10  | 8   | 7   | 2   | 6   | 4   | Rit | Rit |     |     |     |     |     |     |     |     | 25    | 11º  |
| 2008 | Piquet Sports  | CAT | CAT | IST | IST | MON | MON | MAG | MAG | SIL | SIL | HOC | HOC | HUN | HUN | VAL | VAL | SPA | SPA | MNZ | MNZ |     | 60    | 5º   |
| 2008 | Piquet Sports  | 12  | Rit | Rit | Rit | 2   | Rit | 3   | 7   | Rit | 15† | 6   | 17  | 5   | 18† | 2   | Rit | 3   | 1   | 2   | 4   |     | 60    | 5º   |
| 2009 | ART Grand Prix | CAT | CAT | MON | MON | IST | IST | SIL | SIL | NÜR | NÜR | HUN | HUN | VAL | VAL | SPA | SPA | MNZ | MNZ | ALG | ALG |     | 36    | 6º   |
| 2009 | ART Grand Prix | 5   | 6   | 8   | 1   | 6   | 5   | 7   | 1   | Rit | 9   | 4   | Rit | SQ  | 8   | 4   | Rit | Rit | 15† | 11  | 20  |     | 36    | 6º   |
| 2010 | Rapax Team     | CAT | CAT | MON | MON | IST | IST | VAL | VAL | SIL | SIL | HOC | HOC | HUN | HUN | SPA | SPA | MNZ | MNZ | YMC | YMC |     | 87    | 1º   |
| 2010 | Rapax Team     | 6   | 3   | 2   | 11  | 1   | 6   | 1   | 4   | 1   | 4   | 1   | 20† | 1   | SQ  | 1   | Rit | Rit | Rit | 17  | 9   |     | 87    | 1º   |

### Euroseries 3000
(legenda) (Le gare in grassetto indicano la pole) (Le gare in corsivo indicano il giro veloce)
| Anno | Squadra              | 1         | 2          | 3         | 4           | 5       | 6       | 7       | 8       | 9       | 10      | 11      | 12      | 13      | 14      | 15      | 16      | Punti | Pos. |
| ---- | -------------------- | --------- | ---------- | --------- | ----------- | ------- | ------- | ------- | ------- | ------- | ------- | ------- | ------- | ------- | ------- | ------- | ------- | ----- | ---- |
| 2007 | G-Tec                | VAL FEA   | VAL SPR    | HUN FEA 1 | HUN SPR Rit | MAG FEA | MAG SPR | MUG FEA | MUG SPR | NÜR FEA | NÜR SPR | SPA FEA | SPA SPR | MNZ FEA | MNZ SPR | CAT FEA | CAT SPR | 12    | 11º  |
| 2008 | GP Racing            | VAL FEA   | VAL SPR    | SPA FEA 1 | SPA SPR C   | VAL FEA | VAL SPR | MUG FEA | MUG SPR | MIS FEA | MIS SPR | JER FEA | JER SPR | CAT FEA | CAT SPR | MAG FEA | MAG SPR | 11    | 12º  |
| 2009 | Teamcraft Motorsport | ALG FEA 1 | ALG SPR 10 | MAG FEA   | MAG SPR     | DON FEA | DON SPR | ZOL FEA | ZOL SPR | VAL 1   | VAL 2   | VAL 3   | VAL FEA | VAL SPR | MNZ FEA | MNZ SPR |         | 10    | 10º  |

### GP2 Asia Series
(Il grassetto indica le pole position, il corsivo indica i giri veloci)
| Anno    | Squadra        | 1   | 2   | 3   | 4   | 5   | 6   | 7   | 8   | 9   | 10  | 11  | 12  | Punti | Pos. |
| ------- | -------------- | --- | --- | --- | --- | --- | --- | --- | --- | --- | --- | --- | --- | ----- | ---- |
| 2008–09 | ART Grand Prix | SHA | SHA | DUB | DUB | BHR | BHR | LSL | LSL | SEP | SEP | BHR | BHR | 7     | 15º  |
| 2008–09 | ART Grand Prix |     |     | Rit | C   |     |     |     |     | 7   | 2   | Rit | Rit | 7     | 15º  |

### Formula 1
| 2011 | Scuderia | Vettura |     |     |    |    |    |    |     |    |    |    |    |    |    |    |    |     |     |    |     |  | Punti | Pos. |
| ---- | -------- | ------- | --- | --- | -- | -- | -- | -- | --- | -- | -- | -- | -- | -- | -- | -- | -- | --- | --- | -- | --- |  | ----- | ---- |
| 2011 | Williams | FW33    | Rit | Rit | 18 | 17 | 15 | 18 | Rit | 18 | 14 | 14 | 16 | 10 | 11 | 11 | 14 | Rit | Rit | 14 | Rit |  | 1     | 19º  |

| 2012 | Scuderia | Vettura |    |    |   |     |   |     |    |    |    |    |    |     |    |     |   |    |    |   |   |     | Punti | Pos. |
| ---- | -------- | ------- | -- | -- | - | --- | - | --- | -- | -- | -- | -- | -- | --- | -- | --- | - | -- | -- | - | - | --- | ----- | ---- |
| 2012 | Williams | FW34    | 13 | 19 | 8 | Rit | 1 | Rit | 13 | 12 | 16 | 15 | 13 | Rit | 11 | Rit | 8 | 14 | 16 | 5 | 9 | Rit | 45    | 15º  |

| 2013 | Scuderia | Vettura |     |     |    |    |    |     |    |    |    |    |    |    |    |    |    |    |    |    |    |  | Punti | Pos. |
| ---- | -------- | ------- | --- | --- | -- | -- | -- | --- | -- | -- | -- | -- | -- | -- | -- | -- | -- | -- | -- | -- | -- |  | ----- | ---- |
| 2013 | Williams | FW35    | Rit | Rit | 14 | 11 | 14 | Rit | 16 | 11 | 15 | 10 | 17 | 14 | 11 | 13 | 16 | 12 | 11 | 17 | 16 |  | 1     | 18º  |

| 2014 | Scuderia | Vettura |     |     |    |    |    |    |     |    |    |    |    |     |    |    |    |    |   |    |     |  | Punti | Pos. |
| ---- | -------- | ------- | --- | --- | -- | -- | -- | -- | --- | -- | -- | -- | -- | --- | -- | -- | -- | -- | - | -- | --- |  | ----- | ---- |
| 2014 | Lotus    | E22     | Rit | Rit | 14 | 14 | 15 | NP | Rit | 12 | 17 | 12 | 13 | Rit | 14 | 12 | 16 | 18 | 9 | 12 | Rit |  | 2     | 16º  |

| 2015 | Scuderia | Vettura    |     |     |     |    |     |     |   |   |     |    |     |     |    |   |   |   |    |    |     |  | Punti | Pos. |
| ---- | -------- | ---------- | --- | --- | --- | -- | --- | --- | - | - | --- | -- | --- | --- | -- | - | - | - | -- | -- | --- |  | ----- | ---- |
| 2015 | Lotus    | E23 Hybrid | Rit | Rit | Rit | 15 | Rit | Rit | 7 | 7 | Rit | 14 | Rit | Rit | 12 | 8 | 7 | 8 | 11 | 10 | Rit |  | 27    | 14º  |

| Legenda | 1º posto     | 2º posto | 3º posto    | A punti         | Senza punti/Non class.  | Grassetto – Pole position Corsivo – Giro più veloce |
| Legenda | Squalificato | Ritirato | Non partito | Non qualificato | Solo prove/Terzo pilota | Grassetto – Pole position Corsivo – Giro più veloce |

### Campionato del mondo endurance
| Anno    | Squadra     | Classe | Vettura  | SPA | LMS | SIL | FUJ | SHA | SEB | SPA | LMS | Punti | Pos. |
| ------- | ----------- | ------ | -------- | --- | --- | --- | --- | --- | --- | --- | --- | ----- | ---- |
| 2018-19 | DragonSpeed | LMP2   | Oreca 07 | 5   | 3   | 4   | 6   | 2   | 3   | 1   | Rit | 117   | 3º   |
| Legenda |             |        |          |     |     |     |     |     |     |     |     |       |      |

### 24 Ore di Le Mans
| Anno | Classe | N° | Gomme | Vettura                       | Squadra     | Co-piloti                          | Giri | Pos. Assol. | Pos. di Classe |
| ---- | ------ | -- | ----- | ----------------------------- | ----------- | ---------------------------------- | ---- | ----------- | -------------- |
| 2018 | LMP2   | 31 | M     | Oreca 07 Gibson GK428 4.2L V8 | DragonSpeed | Roberto González Nathanaël Berthon | 360  | 9º          | 5º             |
| 2019 | LMP2   | 31 | M     | Oreca 07 Gibson GK428 4.2L V8 | DragonSpeed | Roberto González Anthony Davidson  | 245  | DNF         | DNF            |

### Campionato IMSA WeatherTech SportsCar
(legenda) (Le gare in grassetto indicano la pole position) (Gare in corsivo indicano Gpv)
| Anno | Squadra     | Classe | Vettura  | 1     | 2   | 3   | 4   | 5   | 6   | 7   | 8   | Punti | Pos. |
| ---- | ----------- | ------ | -------- | ----- | --- | --- | --- | --- | --- | --- | --- | ----- | ---- |
| 2019 | DragonSpeed | LMP2   | Oreca 07 | DAY 1 | SEB | MDO | WGL | MOS | ELK | LGA | PET | 35    | 8º   |

## Politica
Maldonado parla spesso e schiettamente di politica, a differenza di quanto accade alla maggior parte degli altri piloti. Si è autodefinito socialista (per la precisione un “campione socialista dello sport più capitalista del mondo”) e sostenitore dell'ex presidente del Venezuela Hugo Chávez.